# Hôn nhân cùng giới ở Quần đảo Bắc Mariana
Hôn nhân cùng giới ở Quần đảo Bắc Mariana là lãnh thổ chưa hợp nhất của Hoa Kỳ đã được hợp pháp hóa bởi Obergefell v. Hodges của Tòa án Tối cao Hoa Kỳ vào ngày 26 tháng 6 năm 2015, điều này cho thấy việc vi phạm các quyền hôn nhân cùng giới là bất hợp pháp. Vào ngày 29 tháng 6 năm 2015, Thống đốc Eloy Inos đã ca ngợi quyết định này là "lịch sử" trong một tuyên bố và nói rằng ông sẽ làm việc với Tổng chưởng lý và các quan chức địa phương ở Quần đảo Bắc Mariana để đưa lãnh thổ Hoa Kỳ tuân thủ. Tổng chưởng lý Edward Manibusan đã đưa ra một bản ghi nhớ vào ngày 30 tháng 6 xác nhận rằng lãnh thổ bị ràng buộc bởi phán quyết của tòa án, gọi các đạo luật xác định hôn nhân giữa một người đàn ông và một người phụ nữ là "bất hợp pháp và không thể thực hiện được", và cập nhật đơn đăng ký kết hôn để cung cấp cho các cặp cùng giới.

## Lịch sử
[[File:Same-sex marriage map Oceania.svg|thumb|left|upright=1.5|Công nhận các mối quan hệ cùng giới ở Châu Đại Dương
{{legend-shell|lang=en|title=Luật liên quan đến tình dục cùng giới ở Châu Đại Dương|
(Tên quốc gia sẽ xuất hiện khi di chuột qua khi bản đồ được xem ở kích thước đầy đủ. Các đường bao quanh là EEZ của mỗi quốc gia.)
]]
Không có luật cấm kết hôn cùng giới trong luật lãnh thổ, cũng như các đạo luật không quy định giới tính của các bên tham gia hôn nhân giữa các công dân của Quần đảo Bắc Mariana.9 Các điều khoản khác cho rằng các bên tham gia hôn nhân không cùng giới tính. Đối với một cuộc hôn nhân liên quan đến một hoặc nhiều người không phải là công dân, các đạo luật nói: "Nam tại thời điểm ký kết hôn nhân phải ít nhất 18 tuổi và nữ ít nhất 16 tuổi..." Các đạo luật liên quan đến ly hôn cho rằng các đối tác của một cuộc hôn nhân là chồng và vợ.
Vào tháng 12 năm 2004, Hạ viện Quần đảo Bắc Mariana đã bỏ phiếu 15-0 với 1 phiếu trắng ủng hộ một sửa đổi hiến pháp cấm kết hôn cùng giới. Tuy nhiên, việc sửa đổi hiến pháp đã không thông qua Thượng viện.
Các quyết định của Tòa án phúc thẩm vòng thứ chín đã phát hiện ra các lệnh cấm kết hôn cùng giới ở Nevada và Idaho vi hiến là tiền lệ ràng buộc đối với các tòa án liên bang ở Bắc Mariana trước đây Obergefell v. Hodges. Tuy nhiên, giữa tháng 10 năm 2014 khi tiền lệ có hiệu lực và tháng 6 khi Tòa án Tối cao bãi bỏ tất cả các lệnh cấm, không có cặp đôi đồng tính nào đã đệ đơn kiện tại Tòa án quận cho Quần đảo Bắc Mariana để buộc vấn đề này.